# Дзиньяго
Дзинья́го (итал. Zignago) — коммуна в Италии, располагается в регионе Лигурия, в провинции Ла Специя.
Население составляет 537 человек (2008 г.), плотность населения составляет 19 чел./км². Занимает площадь 28 км². Почтовый индекс — 19020. Телефонный код — 0187.
Покровительницей коммуны почитается Пресвятая Богородица (Madonna del Dragnone), празднование 8 сентября.

## Демография
Динамика населения:

## Администрация коммуны
- Официальный сайт: